# オオモミジガサ
オオモミジガサ（大紅葉傘、学名：Miricacalia makinoana）は、キク科オオモミジガサ属の多年草。別名、トサノモミジソウ、トサノモミジガサ。

## 特徴
茎は直立し、分枝しないで、高さは55-80cmになる。茎や葉には淡褐色になる多細胞の開出毛が生える。茎につく葉はふつう3個が互生し、茎の下部につく葉の葉身は円形で、径25-33cm、掌状に9-11中裂し、各裂片は狭卵形になり、さらに2-3浅裂して、葉の基部は深い心形になり、葉の両面に縮れた毛が生える。茎の下部の葉につく葉柄は長さ10-26cmになり、葉身に対して楯状につき、基部は茎を抱く。茎の中部につく葉の葉身はやや小さくなり、径14-23cm、葉柄は長さ3-12cmになる。個体が若いときは根出葉が1個のみあり、成長して花茎を伸ばすころには根出葉はなくなる。
花期は7-9月。頭状花序は総状花序につき、頭花の花柄の基部には小型の苞葉があり、ふつう花茎に横向きまたは下向きにつく。頭花は20個ほどの筒状花で構成されており、花冠は黄色になる。総苞は筒型で長さ15mm、緑色または紫色をおび、多細胞の開出毛が生える。総苞片は12個ほどが1列に並び、総苞の基部に長さ6mmになる披針形の苞が6-7個輪生し、開花時に開出するか反り返る。果実は長さ7-8mmになる痩果となり、先端が嘴状にとがる。冠毛は淡褐色から汚白色で長さ10mmになる。染色体数2n=54。押し葉標本にすると全体が暗褐色になる特性がある。

## 分布と生育環境
日本固有種。本州の福島県以南、四国、九州に分布し、山地の沢沿いの夏緑林の林下など暗くやや湿った場所に生育する。

## 名前の由来
和名オオモミジガサは、「大紅葉傘」の意で、「オホモミヂガサ」は牧野富太郎 (1892) による命名、別名の「トサノモミジソウ」は矢田部良吉 (1892) による命名であり、「土佐の紅葉草」の意で、四国の土佐の産の標本によることによる。
1856年（安政3年）に出版された飯沼慾斎の『草木図説』に「モミヂガサ」があるが、現在のコウモリソウ属モミジガサとは異なり、本種オオモミジガサを示している。北村四郎 (1936) によると、牧野富太郎 (1892) は、コウモリソウ属のモミジガサとの名前の混乱をさけるため『植物学雑誌』第六巻に「オホモミヂガサ」の名称を付したという。
種小名（種形容語）makinoana は、牧野富太郎への献名。

## ギャラリー

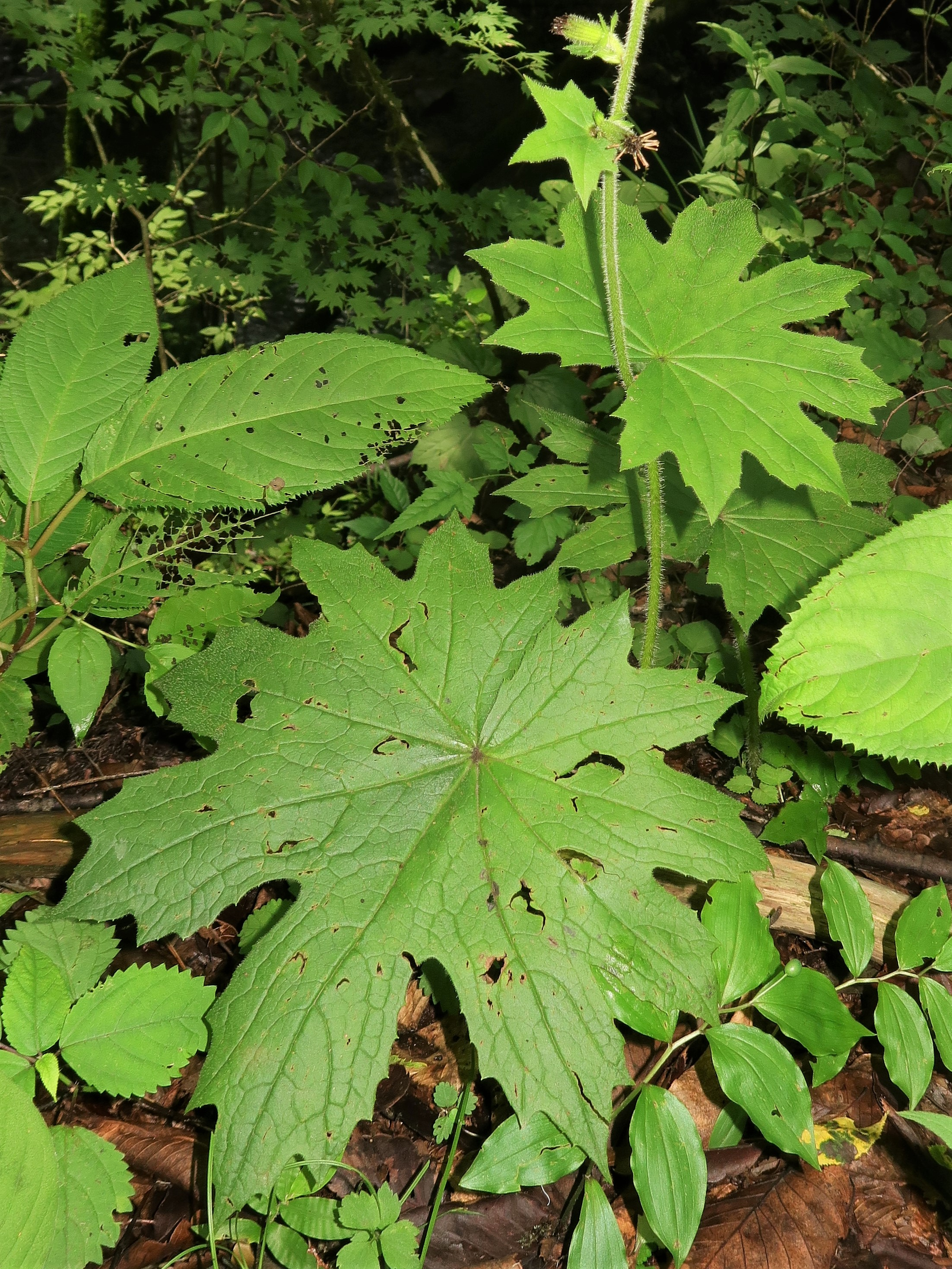
茎につく下部の葉の葉身は円形で、掌状に9-11中裂し、各裂片は狭卵形になり、さらに2-3浅裂する。
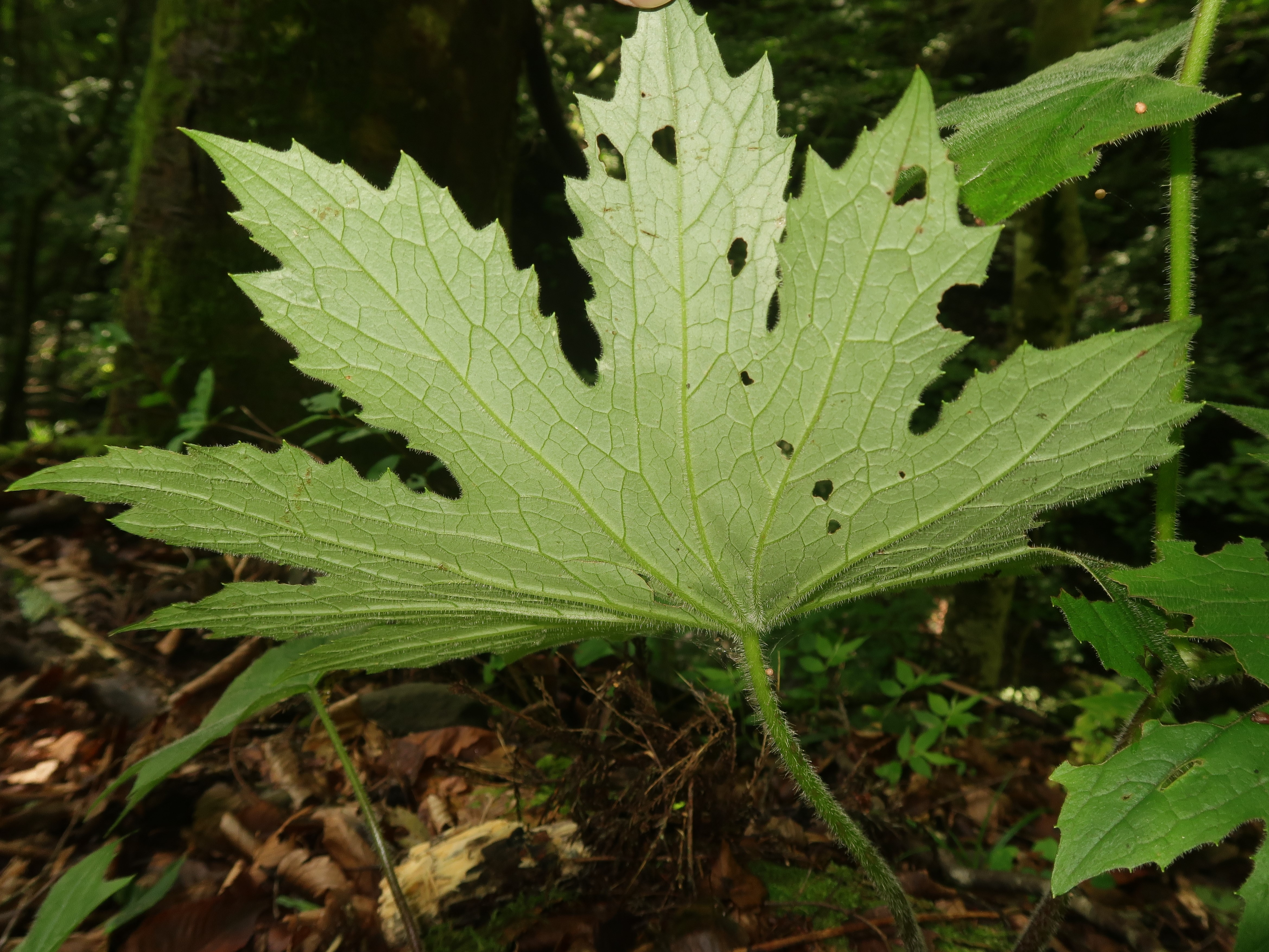
葉の裏面。葉柄は葉身に対して楯状につく。
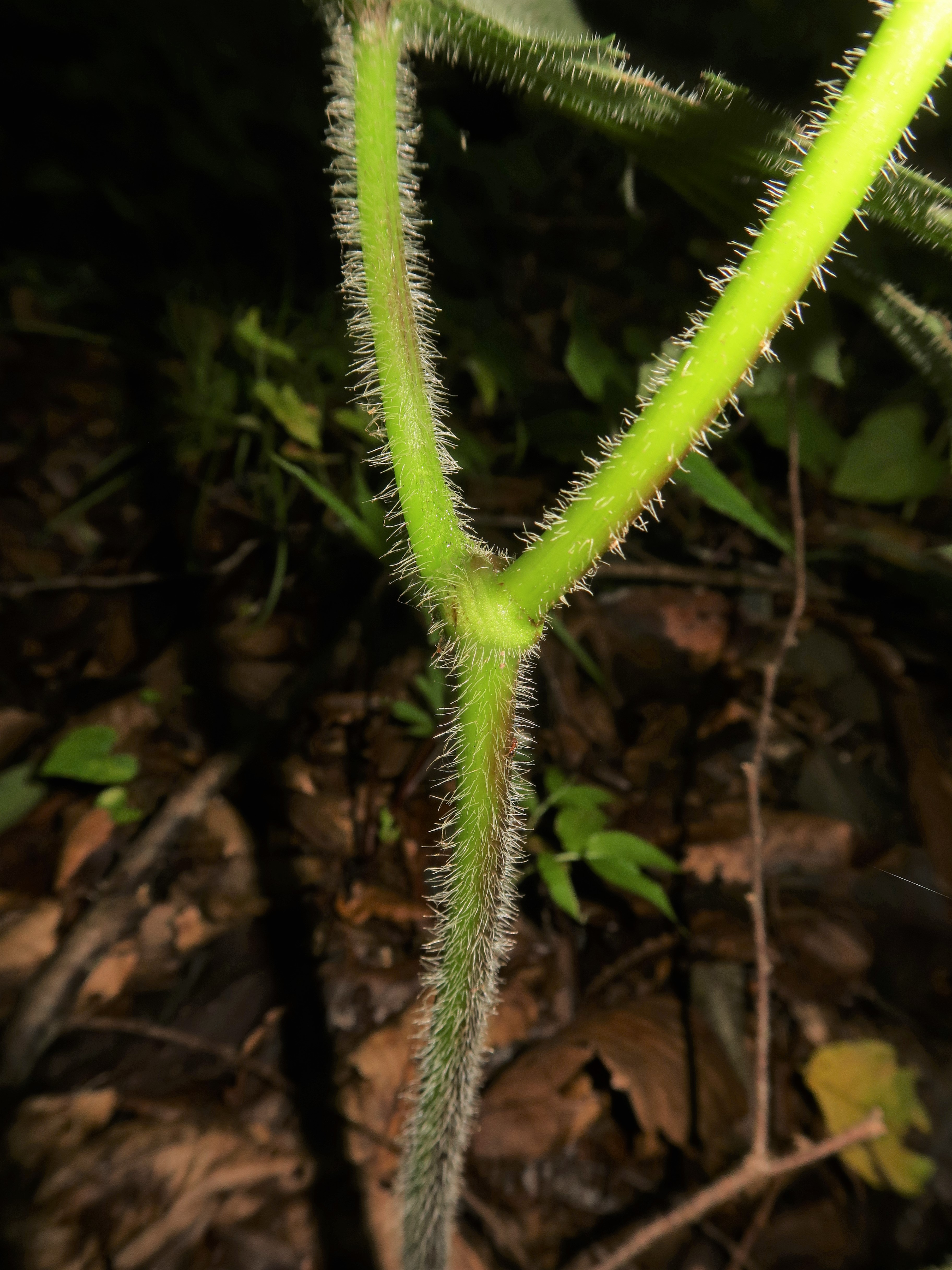
左側が葉柄。葉柄の基部は茎を抱く。
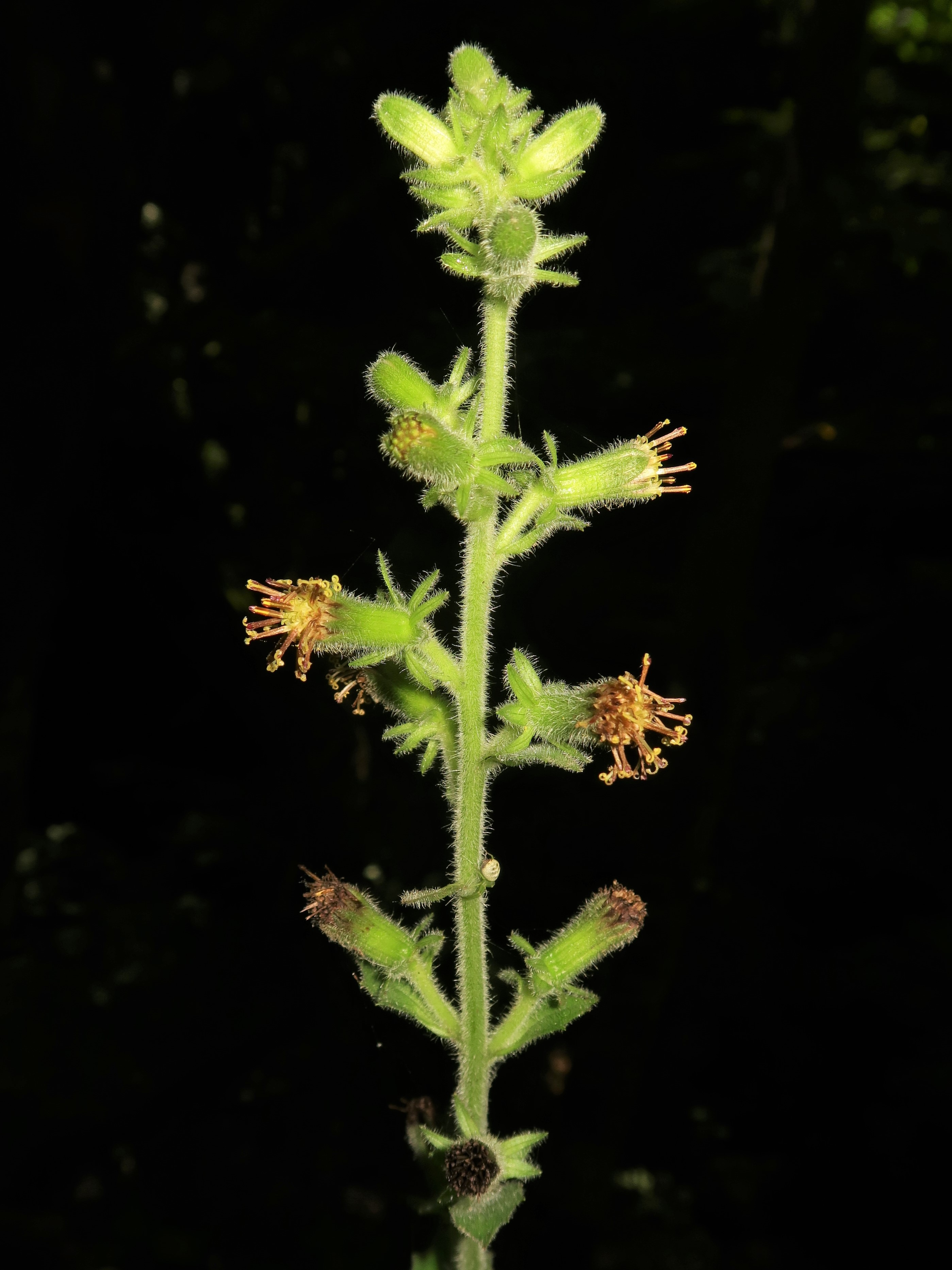
頭花は総状花序につき、頭花の花柄の基部には小型の苞葉がある。
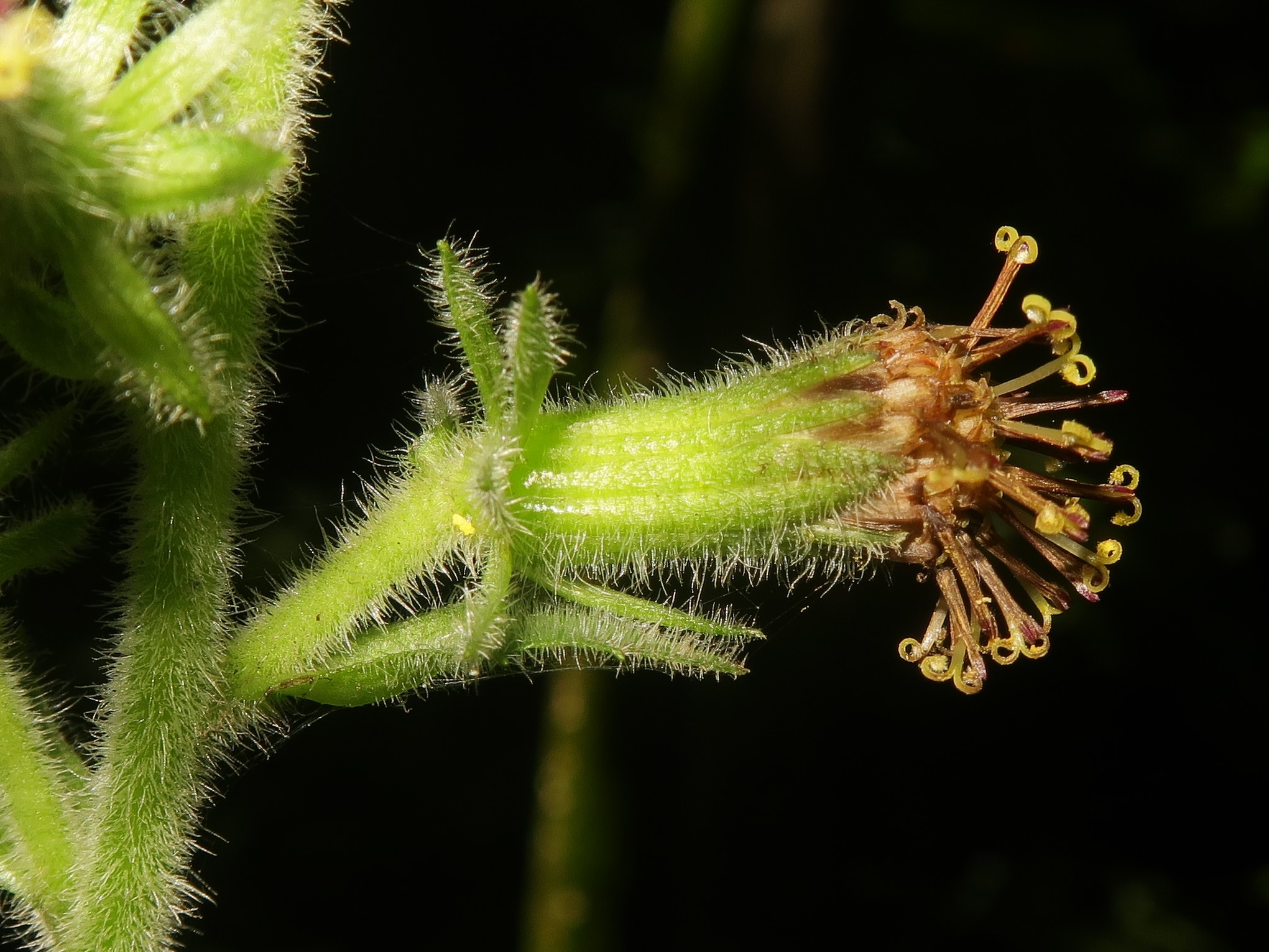
総苞の基部に長さ6mmになる披針形の苞が6-7個輪生し、開花時に開出するか反り返る。

## オオモミジガサ属
オオモミジガサ属（学名：Miricacalia Kitam. (1936)）は、キク科の属。オオモミジガサ Miricacalia makinoana 1種のみで構成される単型属で日本固有の属。葉は円形で掌状に分裂し、葉柄は長く、葉身に対して楯状につき、葉柄の基部は茎を抱いて葉鞘をつくる。頭花は総状花序についてふつう下向きに咲く。花冠は筒状花のみで構成され、舌状花はなく、すべてが稔る。総苞は筒型で緑色、総苞の基部に輪生する披針形の苞があり、開花時に開出するか反り返る。花冠は黄色で、花柱分枝の先端に短毛が生える。花糸の上部はふくらみ、葯の下部は鈍形になる。痩果の先端は嘴状になり、基部はしだいに細くなって稜がある。
オオモミジガサ属は、コウモリソウ属に似ており、分子系統学的にも近縁である。コウモリソウ属との相違点は、花冠が黄色であること、総苞の基部に輪生する萼状の苞があること、痩果の先端が細くなって嘴状になることである。
属名 Miricacalia は、北村四郎 (1936) による記載命名で、大橋広好 (2008) によると、miri + Cacalia（異常な、不思議な + 当時のコウモリソウ属）に由来すると思われるという。また、大橋は「前川（前川文夫) 説では古い英語で湿地を mire ということから，恐らく Cacalia に似ているが水湿の谷間にはえるためであろうかという．」としている。